# Justicia claessensii
Justicia claessensii är en akantusväxtart som beskrevs av De Wild. Justicia claessensii ingår i släktet Justicia och familjen akantusväxter. Inga underarter finns listade i Catalogue of Life.